# Има ли дядо Коледа?
„Има ли Дядо Коледа?“ (на английски: Is There a Santa Claus?) е заглавието на статия, появила се на 21 септември 1897 г. в издание на вестник „Сън“ (The Sun), гр. Ню Йорк. Статията, която дава отговор „Да, Вирджиния, има Дядо Коледа“, става неделима част от коледните традиции в САЩ и Канада.

## История
През 1897 г. осемгодишната дъщеря Вирджиния на Филип О'Ханлън пита баща си дали наистина има Дядо Коледа. Тя започва да се съмнява в неговото съществуване, когато нейните приятели ѝ казват, че той не съществува.
Баща ѝ предлага на дъщеря си да пише на известния по онова време в Ню Йорк вестник „The Sun“, като ѝ казва: „Ако видиш нещо в „Сън“, значи е истина.“ Вероятно се е опитвал да избегне пряк отговор, но несъзнателно дава възможност на редактора на вестника Франсис Чърч да повдигне простичкия въпрос и да отговори, разгръщайки сложните му философски страни.
Чърч е кореспондент по време на Американската гражданска война. Тогава наблюдава голямото страдание, липсата на надежда и вяра у по-голямата част от обществото. Макар статията на Чърч да е поместена едва на 7-о място в страницата на вестника (дори под новина за ново изобретение – безверижно колело), посланието на текста стига до сърцата на всички, които го прочитат. Век по-късно тя остава най-често препечатваната статия във вестниците на английски език.
През 1972 г. 4 приятели, след като виждат некролога на Вирджиния О'Ханлън в „Ню Йорк Таймс“, основават компания на име „Елизабет Прес“ и публикуват детска книга със заглавието „Да, Вирджиния“, в която се съдържат самата статия, илюстрации и кратка история. Книгата е използвана за създаване на телевизионно шоу, спечелило наградата „Еми“. В международния „Исторически канал“ на 21 февруари 2001 г. се съобщава, че Вирджиния дава оригиналното писмо на своята внучка, която го преписва в тетрадка. Известно време се смята, че писмото е унищожено при пожар, но 30 години след това то е открито в безупречен вид.
Някои хора поставят под въпрос истинността на авторството на писмото, смятайки, че малко момиче като Вирджиния едва ли би нарекло децата на своята възраст „моите малки приятели“. Въпреки това писмото се смята за антика и е оценено на приблизително 50 000 щатски долара.
Вирджиния О'Ханлън често получава поща за писмото си до „Sun“. Като възрастна споделя в интервю, че Франсис Чърч е дал правилна посока на живота ѝ.

## Превод на статията
Следният текст е превод на оригиналната статия, написана от Франсис Чърч през 1897 г. Преводът не е повлиян или копиран от който и да е било друг източник със запазени права в пресата или Интернет.
Ние изпитваме голямо удоволствие да отговорим веднага на писмото отдолу, изразявайки в същото време нашето голямо удовлетворение, че неговата вярна авторка е сред приятелите на „Сън“:
| „ | Скъпи редакторе! Аз съм на 8 години. Някои от моите малки приятели казват, че няма дядо Коледа. Татко казва: „Ако видиш нещо в „Сън“, значи е истина.“ Моля ви, кажете ми истината: има ли дядо Коледа? ВИРДЖИНИЯ О'ХАНЛЪН 115 ЗАПАД ДЕВЕТДЕСЕТ И ПЕТА УЛИЦА | “ |

Вирджиния, твоите малки приятели не са прави. Те са повлияни от скептицизма на една скептична епоха. Те вярват единствено на това, което виждат. Мислят, че нищо, което малките им умове не разбират, не съществува. Всички умове, Вирджиния, независимо дали принадлежат на възрастни или на деца, са малки. Във великата наша вселена човекът е просто едно насекомо, мравка, по своя интелект в сравнение с безграничния свят около него и съзнанието, способно да разбере цялата истина и цялото знание.
Да, Вирджиния, има Дядо Коледа. Че той съществува, е толкова сигурно, колкото е сигурно, че съществуват любовта, щедростта и предаността, а ти знаеш, че тези неща изобилстват и дават на живота ти най-голямата красота и радост. Уви, колко ужасен би бил светът, ако нямаше Дядо Коледа. Би бил толкова ужасен, колкото ако нямаше Вирджинии. Тогава нямаше да има детска вяра, поезия, романтика, които да направят съществуването ни поносимо. Нямаше да имаме друга радост освен тази, изпитвана чрез зрението и сетивата. Вечната светлина, с която детството изпълва света, би угаснала.
Да не вярваш в Дядо Коледа! Това е като да не вярваш във феите! Може да накараш баща си да наеме хора, които да пазят всеки комин на Бъдни вечер, за да хванат Дядо Коледа, но дори и да не го видят да слиза, какво биха доказали? Никой не вижда Дядо Коледа, но това не означава, че той не съществува. Най-истинските неща на света са тези, които нито децата, нито възрастните могат да видят. Виждала ли си феи да танцуват на поляната? Разбира се, че не си, но това не означава, че не съществуват. Никой не може да осъзнае или да си представи всички чудеса, които са невиждани и невидими на този свят.
Ти можеш да счупиш бебешката дрънкалка и да видиш какво издава звука вътре, но има було, което покрива невидимия свят и което дори и най-силният човек, нито дори обединената сила на всички най-силни хора, живели някога, не могат да разкъсат. Само вярата, фантазията, поезията, любовта, романтиката могат да повдигнат завесата и да ни покажат божествената красота и величие, които са там. Истинско ли е всичко това? О, Вирджиния, в целия свят няма нищо по-истинско и трайно.
Нямало Дядо Коледа! Слава Богу, той е жив и ще живее завинаги! След 1000 години, Вирджиния, не, след 10 пъти по 10 000 години той ще продължава да носи радост на детското сърце.

## Коя е Вирджиния
Пълното име на Вирджиния е Лаура Вирджиния О'Ханлън Дъглас (1889 – 1971). Тя е от район Манхатън, Ню Йорк. Омъжва се за Едуард Дъглас, развеждат се през 1930 г. Бракът ѝ с Дъглас е кратък, той я изоставя малко преди да се роди детето им Лаура.
Тя завършва висше образование, получава степени бакалавър (1910) и магистър (1912). Става учителка в Ню Йорк през 1912 и се пенсионира през 1959 г. 
Вирджиния умира на 13 май 1971 г. в болница във Валентин, Ню Йорк и е погребана в гробището Чатъм Руръл в Ню Йорк. 